# Dick Roche
Richard Roche (né le 30 mars 1947) est un homme politique irlandais du Fianna Fáil qui est ministre d'État chargé des Affaires européennes de 2002 à 2004 et de 2007 à 2011 et ministre de l'Environnement, du Patrimoine et des Gouvernements locaux de 2004 à 2007. Il est Teachta Dála (TD) pour la circonscription de Wicklow de 1987 à 1992 et de 1997 à 2011. Il est sénateur du Conseil administratif de 1992 à 1997.

## Jeunesse
Roche est né à Wexford. Il fait ses études à la Wexford Christian Brothers School et à l'University College Dublin (UCD), où il obtient un baccalauréat en commerce et une maîtrise en administration publique.
Roche est marié à Eleanor Griffin et ils ont trois fils et une fille. Ils vivent dans le comté de Wicklow.
Roche travaille comme fonctionnaire aux départements des postes et télégraphes, des transports et de l'électricité, des finances et au département de la planification et du développement économiques. En 1978, il est nommé maître de conférences en administration publique et finances publiques à l'UCD. En 1978, Roche est le premier citoyen irlandais à recevoir une bourse des Nations unies pour les droits de l'homme. Il est ensuite membre de la Commission irlandaise pour la justice et la paix et est président.

## Carrière politique
Roche commence sa carrière politique en 1985, lorsqu'il est élu au conseil du comté de Wicklow. Deux ans plus tard, aux élections générales de 1987, il est élu au Dáil Éireann en tant que député Fianna Fáil pour la circonscription de Wicklow.
Roche perd son siège aux élections générales de 1992, mais est élu à Seanad Éireann. Au Sénat irlandais, Roche présente un projet de loi sur la liberté d'information, étroitement basé sur la législation norvégienne sur la liberté d'information. Il est réélu au 28e Dáil lors des élections générales de 1997 et reste député jusqu'en 2011.
À la suite des élections générales de 2002, Roche est nommé ministre d'État au ministère du Taoiseach et au ministère des Affaires étrangères, avec une responsabilité particulière pour les affaires européennes. En tant que ministre de l'Europe, il joue un rôle important lors de la présidence irlandaise du Conseil européen en 2004. En 2004, Roche reçoit l'Ordre de la Croix de Terra Mariana du gouvernement estonien pour son soutien à l'adhésion de l'Estonie à l'Union européenne. En 2004, il devient ministre de l'Environnement, du Patrimoine et des Collectivités locales. Il conserve son siège aux élections générales de 2007, mais lors de la formation du nouveau gouvernement, il est le seul membre du cabinet précédent à être rétrogradé et reconduit dans ses fonctions de ministre d'État chargé des Affaires européennes.
Son dernier acte en tant que ministre de l'Environnement, du Patrimoine et des Collectivités locales est la signature d'un arrêté qui conduit à la reprise des travaux sur la controversée autoroute M3, près de la colline de Tara. Il reste ministre d'État chargé des Affaires européennes pendant la période au cours de laquelle l'Irlande organise deux référendums sur le traité de Lisbonne.

## Distinctions
- Ordre de la Croix de Terra Mariana de première classe